# Fenyves-cserjecincér
A fenyves-cserjecincér (Cortodera femorata) a cincérfélék családjába tartozó, Európában honos, fenyőfákon élő bogárfaj. 

## Megjelenése
A fenyves-cserjecincér testhossza 7-12 mm. Az előtor felülnézetben nagyjából kerek, a szárnyfedők oldalvonalai párhuzamosak. Teste fekete, a középső- és hátulsó combok töve, az elülső lába és a csápok töve sárgásvörös. Potroha és szárnyfedői is teljesen feketék. Az előtor közepén hosszanti bemélyedés látható, benne fényes, szőrtelen középvonallal. A fej és az előtor lesimuló aranysárga szőrei rövidek, a szárnyfedők szőrözete hosszabb, gyengén felálló, finomabb. A szárnyfedők pontozása finomabb és sűrűbb.

## Elterjedése és életmódja
Európában honos, Franciaországtól az Urálig. A Brit-szigetekről hiányzik. Magyarországon ritka, szórványosan fordul elő (pl. Siófok, Balatonendréd, Berhida, Pálháza). 
Lárvája különféle fenyőfélék (főleg luc és erdeifenyő) lehullott, korhadó tobozaiban él. Fejlődése két évig tart, majd a talajban bábozódik. Az imágó április végétől júniusig rajzik.

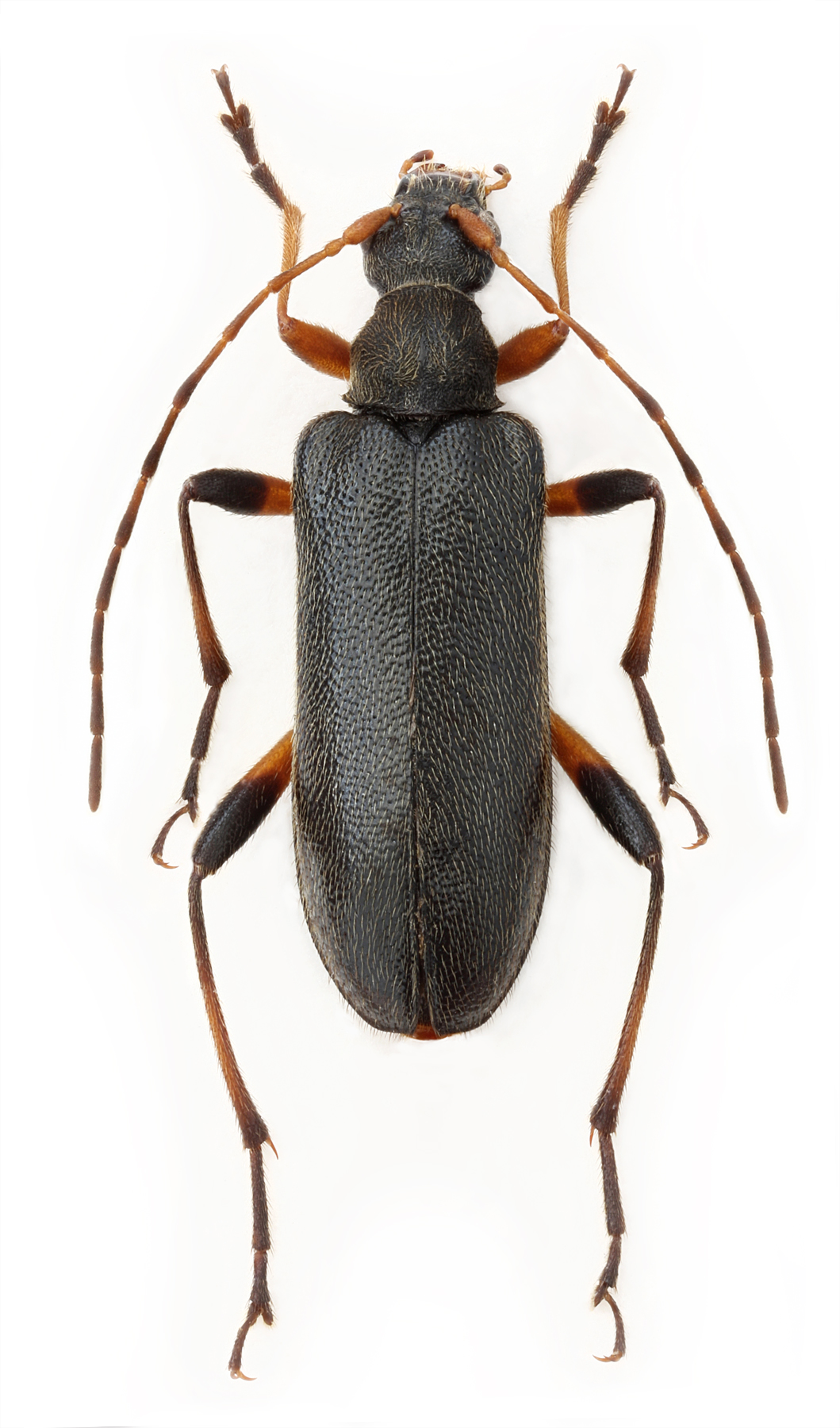
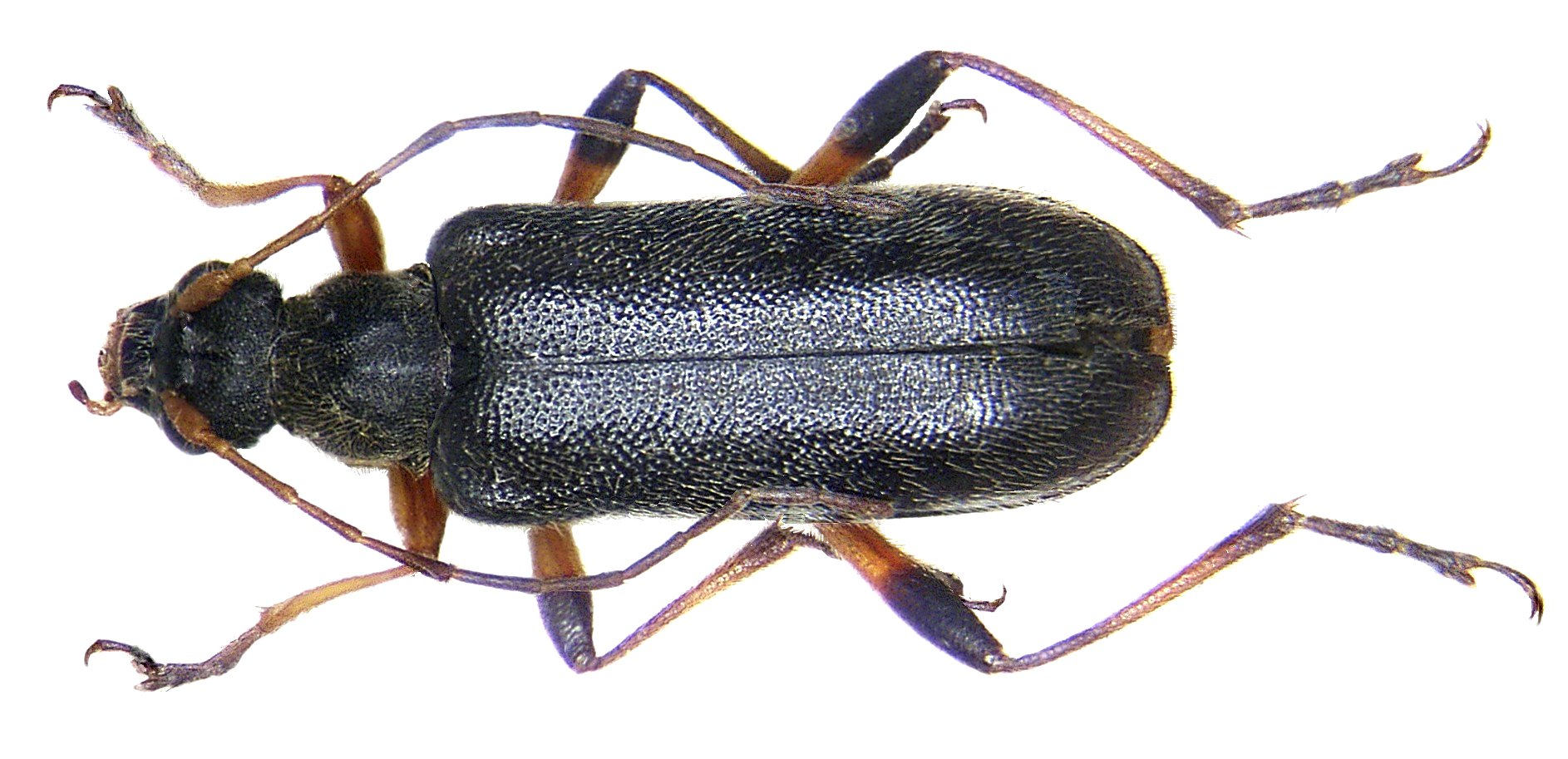
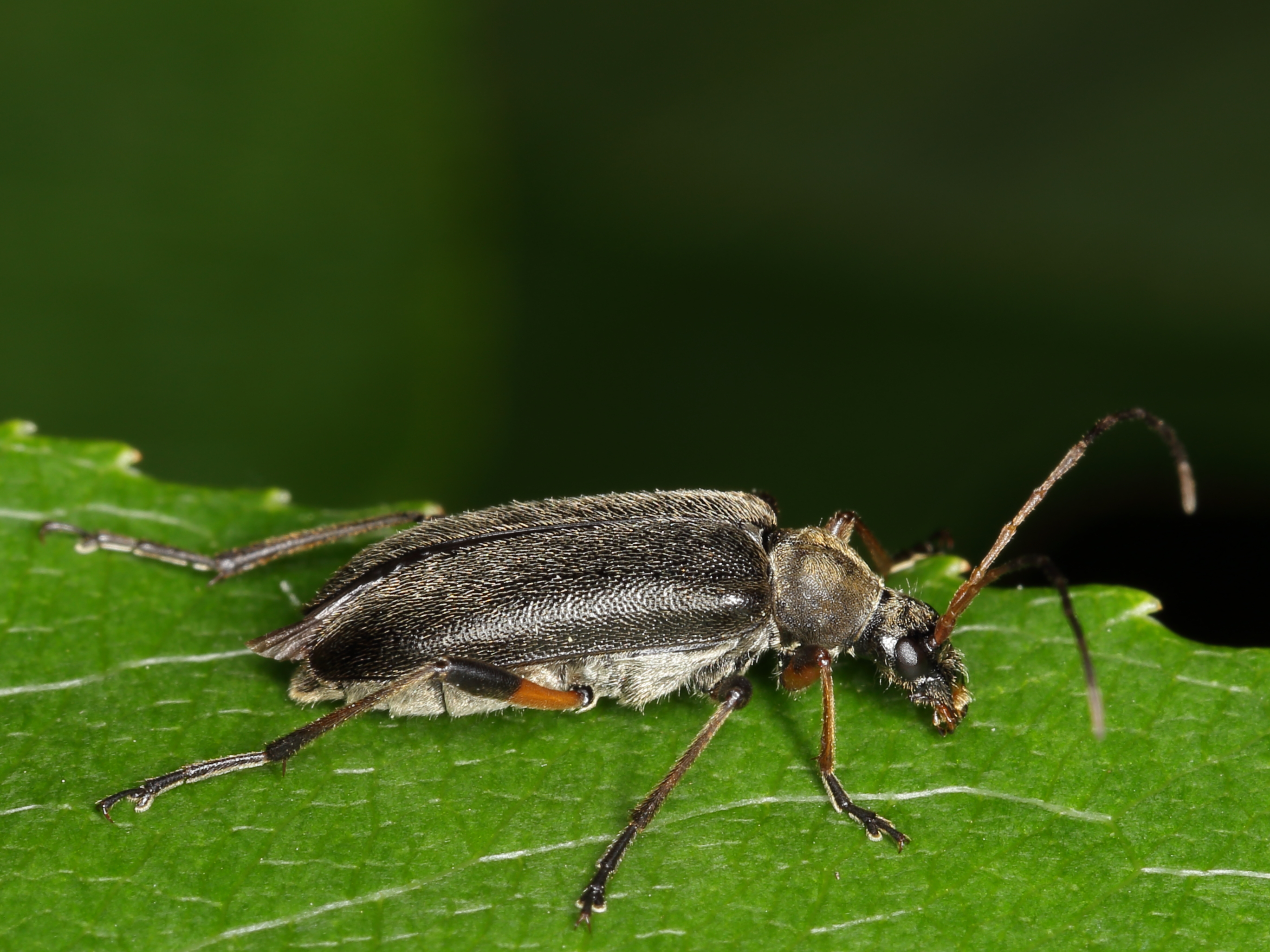
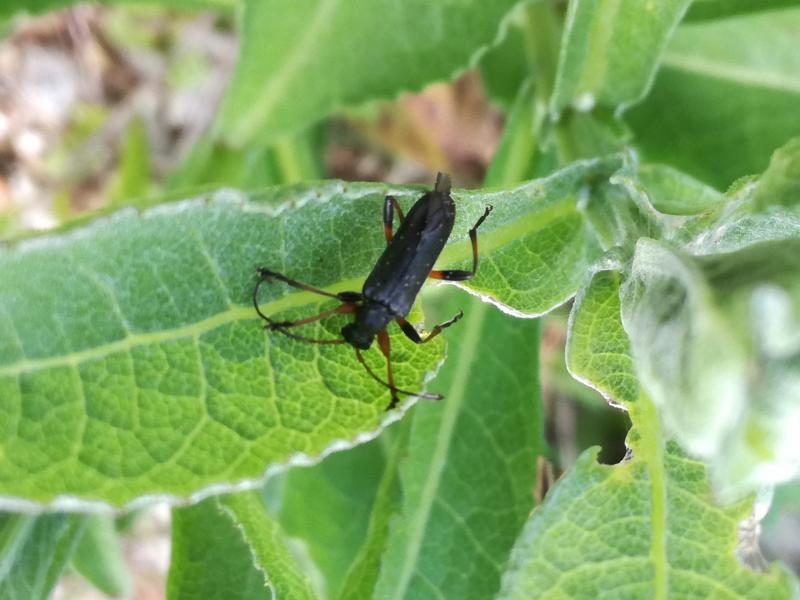

Magyarországon nem védett.